# Efekt (album)
Efekt – debiutancki album studyjny polskiego zespołu hip-hopowego Fenomen. Wydawnictwo ukazało się 1 czerwca 2001 roku nakładem wytwórni muzycznej Blend Records.
Nagrania dotarły do 12. miejsca listy OLiS.
Pochodzący z albumu utwór pt. „Sensacja” znalazł się na 73. miejscu listy „120 najważniejszych polskich utworów hip-hopowych” według serwisu T-Mobile Music.

## Lista utworów
Opracowano na podstawie materiału źródłowego.
| #   | Tytuł                                                 | Producent  | Czas |
| --- | ----------------------------------------------------- | ---------- | ---- |
| 1.  | „Intro”                                               | Mazsa      | 1:16 |
| 2.  | „Płyta” (gościnnie: Freeze)                           | Mazsa      | 4:00 |
| 3.  | „Yelonky” (gościnnie: Endefis, Sztyku, gitara: Haraś) | Ekonom     | 5:36 |
| 4.  | „Sensacja” (scratche: DJ.Szydło)                      | Mazsa      | 3:38 |
| 5.  | „Pozory” (gościnnie: Onar)                            | Stefci     | 3:44 |
| 6.  | „Wyjazd”                                              | Stefci     | 0:58 |
| 7.  | „Teksty” (gościnnie: Stefci)                          | Stefci     | 4:09 |
| 8.  | „Marzenia” (gościnnie: Grammatik)                     | Stefci     | 5:13 |
| 9.  | „Fenomenada”                                          | Stefci     | 3:33 |
| 10. | „Czas” (gościnnie: Miexon)                            | Stefci     | 4:05 |
| 11. | „Szansa” (gościnnie: Stefci)                          | Noon       | 3:33 |
| 12. | „Skit”                                                | Mazsa      | 0:56 |
| 13. | „Zmiany”                                              | Mazsa      | 4:16 |
| 14. | „Rutyna” (gościnnie: WZi)                             | Mazsa, Hao | 4:30 |
| 15. | „Prawda”                                              | Mazsa      | 3:56 |
| 16. | „Problemy” (gościnnie: Rubato)                        | Mazsa      | 3:57 |
| 17. | „Obłęd”                                               | Mazsa      | 3:12 |
| 18. | „Sztama” (scratche: DJ.Szydło)                        | Mazsa      | 4:38 |
| 19. | „Outro”                                               | Mazsa      | 1:09 |